# Sohvaperunat
Sohvaperunat è un programma televisivo finlandese d'intrattenimento, trasmesso su Yle TV2 e in onda dal 27 febbraio 2015. Il programma è basato sul format britannico Gogglebox.

## Format
Il programma presenta delle famiglie, gruppi di amici e colleghi che riuniti sul divano della propria abitazione reagiscono ai programmi televisivi visti in quel momento.

## Edizioni
| Edizione | Inizio        | Fine        | Puntate | Telespettatori |
| -------- | ------------- | ----------- | ------- | -------------- |
| 1ª       | febbraio 2015 | maggio 2015 |         |                |
| 2ª       | febbraio 2016 | aprile 2016 |         |                |
| 3ª       | febbraio 2017 |             |         |                |

## Premi
- Golden Venla, miglior programma di intrattenimento per il 2016[1]